# Alex Iafallo
Alexander „Alex“ Iafallo (* 21. Dezember 1993 in Eden, New York) ist ein US-amerikanischer Eishockeyspieler, der seit Juni 2023 bei den Winnipeg Jets in der National Hockey League (NHL) unter Vertrag steht. Zuvor war der Center sechs Jahre bei den Los Angeles Kings aktiv.

## Karriere
Alex Iafallo spielte in seiner Jugend unter anderem für die Buffalo Regals in seiner Heimat New York, bevor er zur Saison 2011/12 zu den Fargo Force in die United States Hockey League (USHL) wechselte, die höchste Juniorenliga der USA. In Fargo war der Mittelstürmer zwei Jahre aktiv, wobei er vor allem in der Spielzeit 2012/13 mit 43 Scorerpunkten in 50 Spielen überzeugte. Anschließend wechselte er an die University of Minnesota Duluth und begann dort ein Studium des Organisationsmanagements (Organizational Management), während er parallel dazu mit den Minnesota Duluth Bulldogs am Spielbetrieb der National Collegiate Hockey Conference (NCHC) teilnahm, einer Liga der National Collegiate Athletic Association (NCAA).
Als Freshman kam Iafallo in 34 Spielen auf elf Tore und ebenso viele Vorlagen, sodass man ihn ins NCHC All-Rookie Team wählte. Der Durchbruch in Minnesota gelang dem US-Amerikaner allerdings erst in seiner letzten College-Saison, der Saison 2016/17. Mit den Bulldogs feierte er in diesem Jahr die Meisterschaft der NCHC und war daran mit 51 Punkten aus 42 Spielen maßgeblich beteiligt, sodass er ins NCHC First All-Star Team berufen wurde. Darüber hinaus erregte der Angreifer mit diesen Leistungen auch von Seiten der National Hockey League (NHL) Aufmerksamkeit, sodass er – ohne zuvor in einem NHL Entry Draft berücksichtigt worden zu sein – im April 2017 einen Einstiegsvertrag bei den Los Angeles Kings unterzeichnete.
In der anschließenden Saisonvorbereitung empfahl sich Iafallo nachhaltig, sodass er im Oktober 2017 für die Kings in der NHL debütierte und dort seither regelmäßig zum Einsatz kommt. In den folgenden Saisons etablierte er sich zudem als regelmäßiger Scorer, sodass er im April 2021 einen neuen Vierjahresvertrag bei den Kings unterzeichnete, der ihm mit Beginn der Spielzeit 2021/22 ein durchschnittliches Jahresgehalt von vier Millionen US-Dollar einbringen soll.
Diesen erfüllte er letztlich allerdings nicht in Los Angeles, da er nach sechs Jahren bei den Kings im Juni 2023 samt den Rechten an Gabriel Vilardi und Rasmus Kupari sowie einem Zweitrunden-Wahlrecht im NHL Entry Draft 2024 an die Winnipeg Jets abgegeben wurde. Im Gegenzug erhielten die Kings Pierre-Luc Dubois.

## Erfolge und Auszeichnungen
- 2014 NCHC All-Rookie Team
- 2017 NCHC-Meisterschaft mit der University of Minnesota Duluth
- 2017 NCHC First All-Star Team

## Karrierestatistik
Stand: Ende der Saison 2024/25
(Legende zur Spielerstatistik: Sp oder GP = absolvierte Spiele; T oder G = erzielte Tore; V oder A = erzielte Assists; Pkt oder Pts = erzielte Scorerpunkte; SM oder PIM = erhaltene Strafminuten; +/− = Plus/Minus-Bilanz; PP = erzielte Überzahltore; SH = erzielte Unterzahltore; GW = erzielte Siegtore; 1 Play-downs/Relegation; Kursiv: Statistik nicht vollständig)